# Christiansborgs brand 1794
Christiansborgs brand 1794 også kaldet Christiansborgs første brand startede om eftermiddagen d. 26. februar 1794.
Årsagen til branden menes at være en skorstensbrand i kønrøgen, glanssoden, som kom af fyring med bøgebrænde. Den startede ved arveprinsens gemakker i hovedfløjen. At den udviklede sig så voldsomt skyldes en utrolig letsindighed og mangel på omtanke. Fx var der ingen brandmure i tagrummet, der samtidig var fyldt op med brandbart materiale. Dette bekræftes af et øjenvidne, der i et brev til sin søster fortæller:
| Citat | Loftet var næsten overalt tilproppet med mange hundrede tylvter stellage (stillads) brædder, stellage blokke, mangfoldige tykke fyrre- og egeplanker, samt uhyre bunker af høvl- og huggespåner som var der opdyngede... | Citat |
|       | |       |

En anden samtidig, Poul Edvard Rasmussen, omtaler sparsommelighed som en medvirkende årsag: 
| Citat | da man istedenfor årlig at betale en blikkenslager 600 rdl. for (kakkelovnsrørenes) vedligeholdelse havde ved licitation overladt samme til en anden mand for 90 rdl. årlig. | Citat |
|       | |       |

Men først og fremmest var det dog det utilstrækkelige slukningsmateriel, som umuliggjorde en ordentlig bekæmpelse af branden. Man havde ikke sprøjter, der kunne nå slottets tag med tilstrækkelige vandmængder. Man kæmpede febrilsk, men også meget uorganiseret for at redde de mange kostbarheder ud af bygningen; navnlig gjorde flådens folk her en kæmpe indsats.
Et stort antal af redningsfolkene omkom; det samme, siger Werlauff, gjaldt nogle tilskuere, som havde vovet sig ind på slottet og "ikke kunne finde ud af de mange indviklede gange og blev kvalt af røgen". I de samtidige beretninger er der modstridende oplysninger om antallet af dødsofre, skønsmæssigt omkring 100; arkivaren i Økonomi- og Kommercekollegiet, digteren Christen Pram, der ønskede at udgive et skrift om slotsbranden, har hævdet, at han ikke fik lov at offentliggøre tallet, og skriftet udkom ikke. Bl.a. takket være en gunstig vindretning lykkedes det at redde kancellibygningen, Kunstkammeret, Tøjhuset og Proviantgården, mens slottets hele firfløjede kompleks udbrændte helt med størstedelen af dets værdier, herunder kongens håndbibliotek, Højesterets arkiv samt en stor del af maleren Nicolai Abildgaards livsværk, de store vægmalerier.
I løbet af natten og den følgende dag nedbrændte slottet til grunden, og kongefamiliens medlemmer spredtes i byen. Christian 7. blev bragt til militærakademiet på Gjethuset, indtil han sammen med kronprinsen fik logi hos Bernstorff i Bredgade, prinsesse Louise Augusta fik asyl hos Schimmelmann lidt længere henne i gaden, mens arveprinsen og hans mor enkedronningen flyttede ind på Rosenborg. Kort efter købte kongen Moltkes og Levetzaus Palæ på Amalienborg.
Kun ridebaneanlægget med Hofteateret overlevede branden og vidnede om slottets fordums pragt. Trods stor velvilje og indsamlinger blandt befolkningen trak genopbygningen ud, bl.a. på grund af Københavns brand det følgende år, og det nye Christianborg blev opført i årene 1806-28.

## Genstande og interiør gået til grunde i branden
Denne liste er ufuldstændig; hjælp gerne med at udfylde den.
Maleri:
- Nicolai Abildgaard: 10 portrætter af de oldenborgske konger, Riddersalen (1778-91, kun 3 overlevede branden: Christian I (1779), Christian III (1781) og Frederik II (1782, alle på Christiansborg)
- Malerier af François Boucher
- Vigilius Erichsen: Portræt af dronning Juliane Marie
- Hendrik Krock: Christian VI hyldes af landsdelene, plafondmaleri (1735)
- Johan Mandelberg: Riddersalens plafondmaleri (1766)
- Johan Mandelberg: Dekoration af værelser for: Kronprinsen (1773 og 1775); Arveprinsen (1776, 1778 og 1782); kammerherre Hans Schack (fra 1776); general Hans Henrik von Eickstedt (1777); statsminister Ove Høegh-Guldberg (1778) og Prinsesse Louise Augusta (1782)
- Karel van Mander III: Christian IV til hest (1642-43)
- Marcus Tuscher: Christian VI til hest, omgivet af allegoriske figurer, plafondmaleri (1748)

Skulptur:
- Johannes Wiedewelt: Portrætmedaljoner i Riddersalen
- Træskærerarbejde af Louis-Augustin le Clerc og Dietrich Schäffer
- Konsolborde og spejle af Johann Friedrich Hännel (1749)
- Dronningetrappen, hugget af Jacob Fortling (1733-40)
- Carl Frederik Stanley: Christian VIIs tronbestigelse 14. januar 1766 samt Christian VIIs formæling 8. november 1766, 2 bronzerelieffer i Riddersalen

Dokumenter:
- Kongens Håndbibliotek
- Højesterets arkiv
- Nodesamling af Johann Hartmann
- Bunkeflod, Hans Christian: Prædiken over Aftensangstexten paa Andagts- og Bede-Dagen i Anledning af den ulykkelige Ildebrand, som fortærede Christiansborg Slot den 26 Febr. 1794, holdet hos St. Hans Meenighed i Odense (1794)